# ヴァイレ・フィヨルド
座標: 北緯55度40分 東経9度45分 / 北緯55.667度 東経9.750度

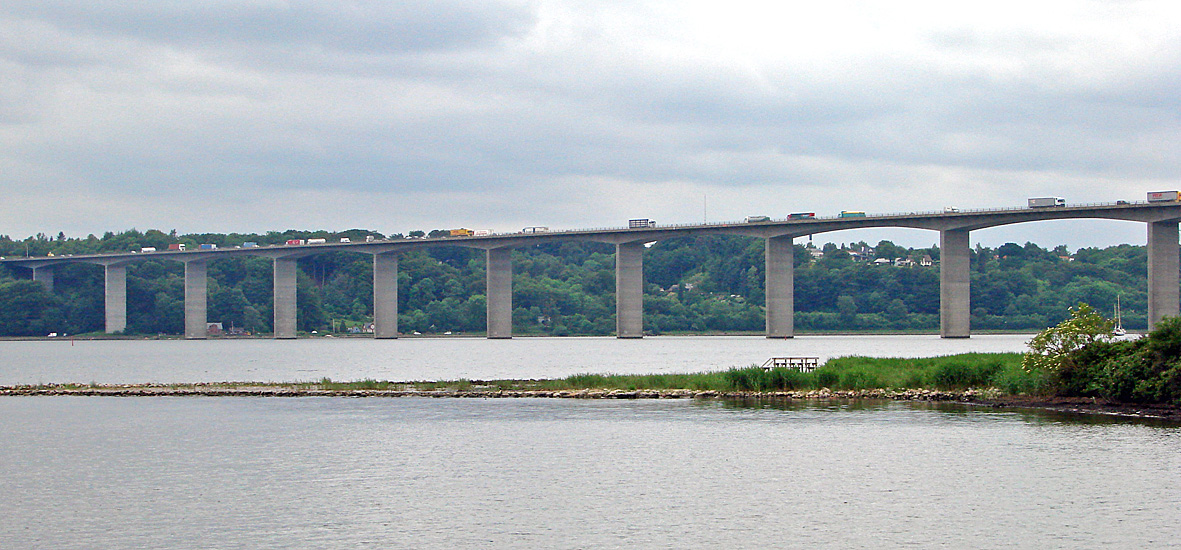
ヴァイレ・フィヨルド橋

ヴァイレ・フィヨルド(Vejle Fjord)はデンマーク・ユトランド半島東岸にある湾（フィヨルド）。主に東西方向に伸びており、長さは約22km。湾奥にヴァイレの町がある。ヴァイレ町近辺で湾上を欧州自動車道路E45号線が横断しており、ヴァイレ・フィヨルド橋が架けられている。